# Fred Williams
Fred Williams (* 9. Februar 1938 in München; als Friedrich Wilhelm Löcherer) ist ein deutscher Schauspieler.

## Leben
Williams wirkte vornehmlich in europäischen Produktionen der 1960er und 1970er Jahre mit. Oft war der sportlich-elegante und gutaussehende Darsteller in Filmen von Federico Fellini, José Bénazéraf und Jess Franco zu sehen. 
Neben seiner Filmtätigkeit war er in Italien auch bekannt durch unzählige Fotoromanzo, bebilderten Liebesdramen in Zeitschriften. Der WDR produzierte 1973 darüber einen Dokumentarfilm mit dem Titel Einmal wirst auch Du mich lieben – Über die Bedeutung von Heftromanen, an dem er auch mitwirkte. 
1990 sah man ihn als Familienvater in dem Wettbewerbspot Wehe, du lachst. einer Münchner Werbeagentur, vorgestellt in der Sendung Nase vorn von Frank Elstner.
Später zog er sich von der Schauspielerei zurück. Er sprach 2007 den Audiokommentar zur deutschen DVD-Erstveröffentlichung Nachts, wenn Dracula erwacht und war 2015 in der amerikanischen Videokurzdokumentation Handsome Harker, über seine Arbeit mit Jess Franco und Christopher Lee sowie anderen Beteiligten aus dem Film Nachts, wenn Dracula erwacht zu sehen.
Fred Williams ist verheiratet und hat einen Sohn. Er hat seinen Altersruhesitz in Seeshaupt am Starnberger See.

## Filmografie
- 1962: Der eiserne Capitano (Il capitano di ferro)
- 1962: Il giorno più corto
- 1963: In Ketten zum Schafott (Il fornaretto di Venezia)
- 1964: Cocü (Il magnifico cornuto)
- 1964: Cover Girls – Die ganz teuren Mädchen (Cover Girls)
- 1965: Sandra (Vaghe stelle dell' Orsa…)
- 1965: Die Herren
- 1965: Julia und die Geister (Giulietta degli spiriti)
- 1965: Angélique und der König (Angélique et le roy)
- 1966: Die Nibelungen, 1. Teil: Siegfried von Xanten
- 1967: Die Nibelungen, 2. Teil: Kriemhilds Rache
- 1967: Ladies, Ladies (Le dolci signore)
- 1968: Rinaldo Rinaldini (Fernsehserie)
- 1968: Cathérine – Ein Leben für die Liebe (Cathérine)
- 1968: Salto Mortale: Gastspiel in Sevilla (Fernsehserie)
- 1969: Madame und ihre Nichte
- 1969: Isabella – Mit blanker Brust und spitzem Degen (Isabella, duchessa dei diavoli)
- 1969: Nachts, wenn Dracula erwacht (El conde drácula)
- 1969: Cuadecuc – Vampir (Dokumentarfilm) (Mitwirkung)
- 1970: Sie tötete in Ekstase
- 1970: Der Teufel kam aus Akasava
- 1970: Duell zu dritt (Fernsehserie)
- 1971: Der Todesrächer von Soho
- 1971: Dr. M schlägt zu
- 1972: Pinocchio (Le avventure di Pinocchio) (Fernsehserie)
- 1972: Eine Frau bleibt eine Frau (Fernsehfilm)
- 1973: Leseprozesse (Fernsehfilm)
- 1973: Einmal wirst auch Du mich lieben – Über die Bedeutung von Heftromanen (Dokumentarfilm) (Mitwirkung)
- 1973: Fermi tutti! È una rapina
- 1974: Motiv Liebe: Adieu Claude
- 1974: Milano: il clan dei Calabresi
- 1974: Der Sex-Playboy (Le jouisseur)
- 1974: Les nonnes en folie/Les chatouilleuses
- 1974: Les emmerdeuses
- 1974: Les incestueuses
- 1974: Les lesbiennes
- 1974: Voir Malte et mourir
- 1975: Der Stachel (Gli amici di Nick Hezard)
- 1976: Le lunghe notti della Gestapo
- 1976: Die Brücke von Arnheim (A Bridge Too Far)
- 1977: Reporter's Story (Fernsehserie)
- 1982: Liebesblut (Kurzfilm)
- 1983: Fellinis Schiff der Träume (E la nave va)
- 1989: Löwengrube – Sommerfrische – Sommer 1939 (Fernsehserie)
- 1990: Ehen vor Gericht – In Sachen Riehle gegen Riehle (Fernsehserie)
- 1990: Wehe, du lachst. (Werbespot)
- 1991: Im Schatten der Gipfel – Treibjagd (Fernsehserie)
- 2015: Handsome Harker (Dokumentation) (Mitwirkung)